# Santi Cosma e Damiano
Santi Cosma e Damiano is een gemeente in de Italiaanse provincie Latina (regio Latium) en telt 6943 inwoners (01-01-2019). De oppervlakte bedraagt 31,6 km², de bevolkingsdichtheid is 212 inwoners per km². 
De gemeente is genoemd naar de heiligen Cosmas en Damianus.

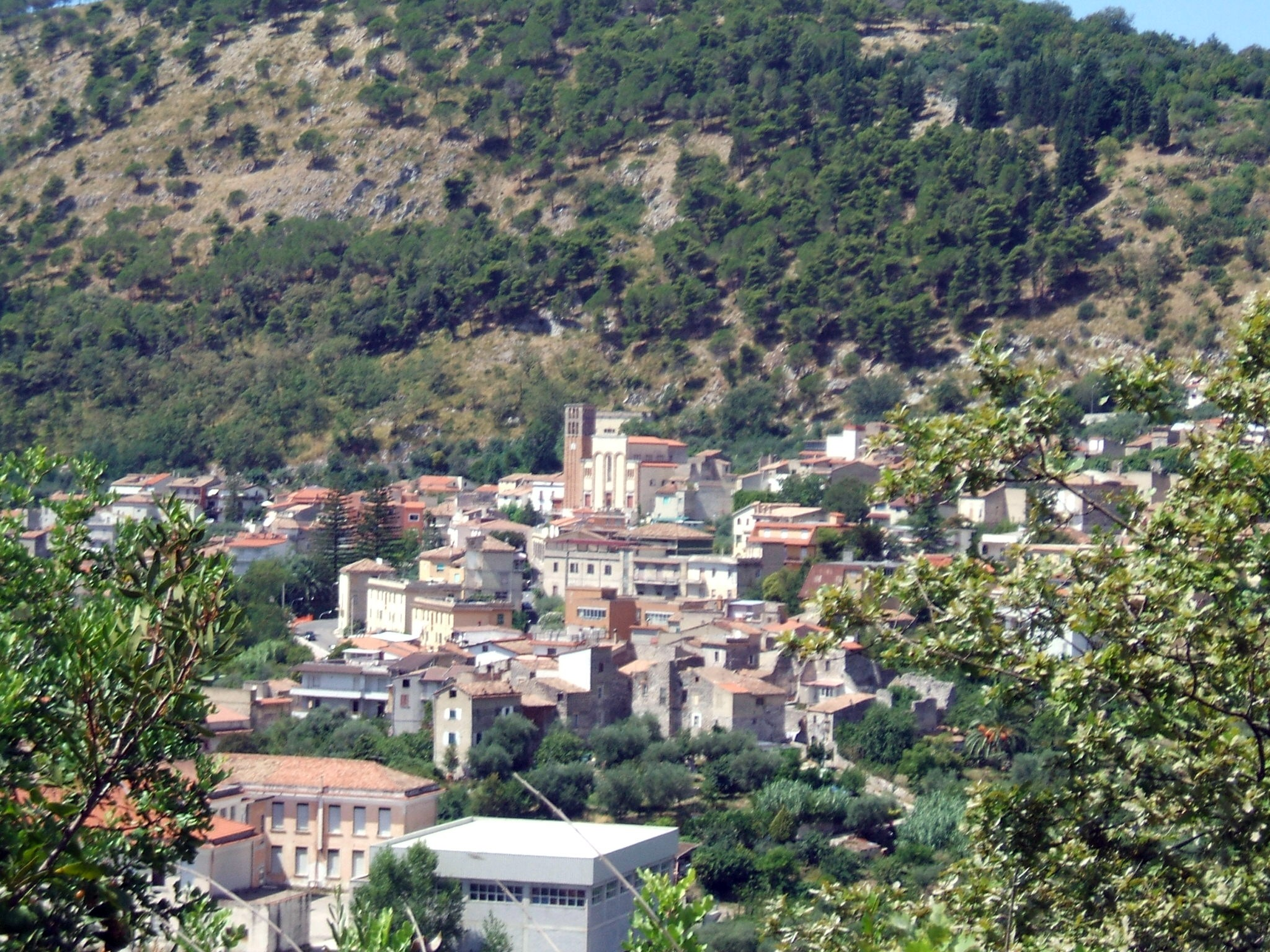
Santi Cosma e Damiano
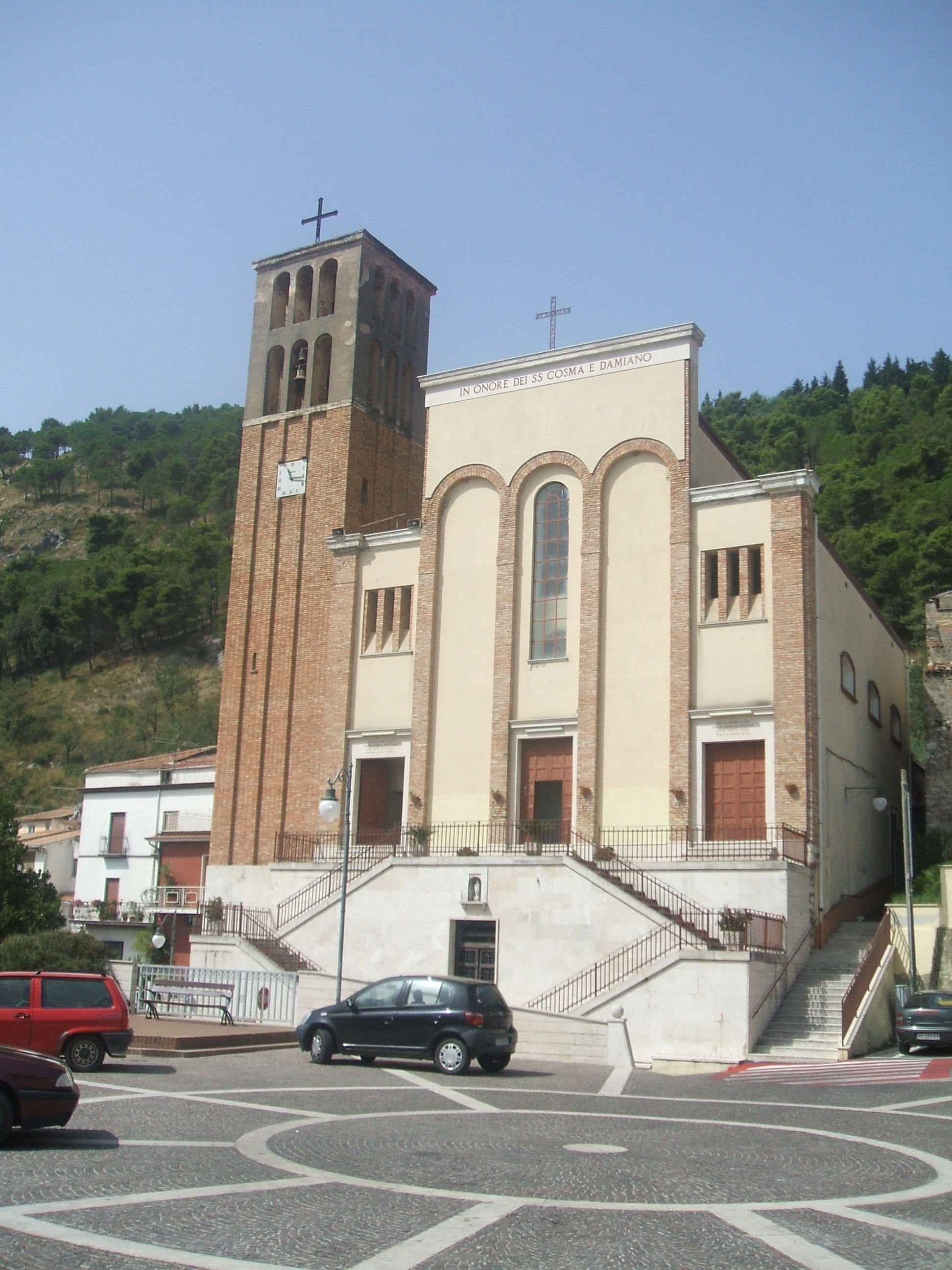
Parochiekerk van Santi Cosma e Damiano

## Demografie
Santi Cosma e Damiano telt ongeveer 2533 huishoudens. Het aantal inwoners steeg in de periode 1991-2001 met 3,7% volgens cijfers uit de tienjaarlijkse volkstellingen van ISTAT.
| Jaar | Inwoneraantal |
| ---- | ------------- |
| 1991 | 6298          |
| 2001 | 6532          |

## Geografie
De gemeente ligt op ongeveer 181 m boven zeeniveau.
Santi Cosma e Damiano grenst aan de volgende gemeenten: Castelforte, Coreno Ausonio (FR), Minturno, Sessa Aurunca (CE).
Aprilia · Bassiano · Campodimele · Castelforte · Cisterna di Latina · Cori · Fondi · Formia · Gaeta · Itri · Latina · Lenola · Maenza · Minturno · Monte San Biagio · Norma · Pontinia · Ponza · Priverno · Prossedi · Rocca Massima · Roccagorga · Roccasecca dei Volsci · Sabaudia · San Felice Circeo · Santi Cosma e Damiano · Sermoneta · Sezze · Sonnino · Sperlonga · Spigno Saturnia · Terracina · Ventotene
1. ↑  https://demo.istat.it/?l=it.